# بلم گوئررو
بلم گوئررو (اسپانیایی: Belem Guerrero‎؛ زادهٔ ۸ آوریل ۱۹۷۴) دوچرخه‌سوار اهل مکزیک بود.
وی در مسابقات کشوری و بین‌المللی در مجموع برندهٔ ۱ مدال طلا، ۶ مدال نقره، ۵ مدال برنز شده‌است.